# Asclepias compressidens
Asclepias compressidens là một loài thực vật có hoa trong họ La bố ma. Loài này được (N.E.Br.) Nicholas mô tả khoa học đầu tiên năm 1987.